# Полувписана сфера
Полувписана сфера в многостен е сфера, която се допира в точно една точка до всеки ръб (страна) на многостена. Не за всеки многостен има дефинирана полувписана сфера, но за всеки многостен съществува негов комбинаторно еквивалентнен многостен, наречен каноничен многостен, за който полувписаната сфера съществува.
Част от полувписаната сфера се съдържа във вътрешността на многостена, а друга част е извън него. Сеченията на полувписаната сфера със стените на многостена са окръжности.
За многостени, за които има дефинирани както полувписана сфера, така и вписана и описана сфери, полувписаната се намира между вписаната и описаната. Правилните, полуправилните и квазиправилните многостени, както и техните дуални тела, имат дефинирани полувписани окръжности. За правилните многостени са дефинирани и полувписаната, и вписаната и описаната сфери и те имат свойстото да бъдат концентрични.